# Лопата (община Целе)
Вижте пояснителната страница за други значения на Лопата.
Лопата (на словенски: Lopata) е село в Словения, Савински регион, община Целе. Според Националната статистическа служба на Република Словения през 2015 г. селото има 658 жители.